# كامارون ديلا إيسلا
خوسيه مونخي كروز (بالإسبانية: Camarón de la Isla)‏ (مواليد 5 ديسمبر 1950، سان فرناندو، قادس الأندلس - توفي في 2 يوليو 1992، بادالونا مقاطعة برشلونة، كاتالونيا) عرف فنياً باسم كامارون ديلا إيسلا الذي اشتهر به مغني فلامنكو الأسباني، يعتبر واحدا من أعظم المطربين على الإطلاق في فن الفلامنكو، والذي أحدث ثورة في عالمه وابتكر فيه فنون بحيث أصبح أشهر رموزه وقوة تأثريه في الأجيال التي تبعته حسب كلام معظم النقاد، اشتهر بتعاونه مع باكو دي لوسيا وتوماتيتو، الثلاثي كان لهم دور كبير في إحياء الفلامنكو في النصف الثاني من القرن العشرين. صوته والمساهمة في عالم الفلامنكو ما زال حية وبالرغم من انه هناك بعض المطربين الذين يعادلون إنجازاته، وحتى بدرحة أقل الذين يمتلكون قدراته الصوتية، هم في الغالب متأثرين به، حصل في 5 ديسمبر 2000 على مفتاح كانتي الذهب، كان رئيس مجلس الأندلس، مانويل تشافيز، مسؤولاً عن تقديم هذه الجائزة لأرملة كامارون، دولوريس مونتويا (تشيسبا)، أثناء الأحداث التي وقعت في قادس للاحتفال بالذكرى السنوية الخمسين لميلاد كامارون.
في عام 2005 قدم المخرج الأسباني خايمي شافاري فيلم «كاميرون» والذي تدور أحداثه حول حياة هذا المغنى الإسباني التي لم يتم تناولها من قبل على شاشة السينما، وهو عبارة عن مشوار حياته وأعماله ومحاولة للاقتراب من نهج هذا المغني
حيث مثل دوره الممثل أوسكار خاينادا وشاركته البطلة الممثلة فيرونيكا سانشيز.

## بداية نشأته
ولد خوسيه مونخي كروز في مدينة سان فرناندو، قادس، في 5 ديسمبر 1950، لعائلة غجرية فقيرة وهو نجل خوانا خوان كاسترو كروز وابن حداد لويس نونيز مونخي، والمولود قبل الأخير بين أكثر من ثماني أطفال لعائلة غجرية. لم يتلقَ التعليم الرسمي، وحتى وفاته لم يمكن بعرف القراءة أو الكتابة.آتى لقب Camarón الذي اشتهر به من عمه خوسيه والتي تعني (الروبيان بالأسبانية) لأنه كان أشقر وذو بشرة فاتحة اللون. عندما توفي والده نتيجة الربو، كان خوسيه في ذلك حين لا يزال صغيرا، ومرت الأسرة في تلك الفترة بضائقة مالية. في سن الثامنة بدأ الغناء في الحانات ومحطات الحافلات لكسب المال. في عام 1976، تزوج من دولوريس مونتويا، وهي فتاة من الغجر في ذلك الوقت كان لا يتجاوز 23 عام، وكان للزوجين أربعة أطفال.

## مهنة موسيقية
في 1962، في سن الثانية عشرة، وفاز بالجائزة الأولى في مهرجان الفلامنكو مونتيلا (قرطبة)، شهرته تبدأ في النمو بالغناء في الحانات ومحطات الحافلات مع صديقه رانكابينو لكسب المال.ويبدأ بعد ذلك في محاولة ليصبح مغنياً محترفاً، خلال الفترة التي قضاها في تابيلو توريس بيرميخس حيث بقي لمدة اثني عشر عاما، خلال الفترة التي قضاها في هناك التقى باكو دي لوسيا، وسجل معه 9 ألبومات بين عامي 1969 -1977، جال الثنائي معاً على نطاق واسع خلال هذه الفترة بعد سنوات عديدة كشريك فني قرروا أن يذهب كل منهما في سبيله، وإنهاء شراكة الفلامنكو الأكثر شهرة في التاريخ. في عام 1976 التقى كامارون مع عازف الإيتار توماتيتو الذي أصبح مرافقا له لتصبح ولادته الثانية بعد انفصله عن باكو دي لوسيا، الذي شاركه في أهم المهرجانات في الأندلس، من هذا اللحظة يبدأ في الغناء مع فارغاس دولوريس وسينغلا، وذهاب عدة مرات في جولة ل " أوروبا وأمريكا، وترك الموسيقى شركة خوانيتو فالديراما.
كما عمل مع موسيقيين (الجيتار) مختلفين بما في ذلك عازف موسيقي الفلامنكو الأسباني توماتيو، باكو دي لوسيا، فيسنتي أميغو، فرناندو ريسز، ارجويو كيكو وكيبرو باكو.

## حياته الشخصية
تزوج كامارون من فتاة غجري تدعى دولوريس مونتويا، وانجبت منه أربعة أطفال، من أجلهم في أواخرالثمانينات خضع الفنان إزالة السموم والعلاج من سرطان الرئة في الولايات المتحدة.
على الرغم من أن الشائعات تقول أن تعاطيه المخدرات هو من تسبب في الموت، أفاد الأطباء الذين عالجوه، أن المخدرات، لم تكن لها تأثير على المرض. وكمية الملوثات كبيرة التي استنشاقها منذ الطفولة وكذلك الخلفيات الوراثية هي سبب إصابته بمرض السرطان، حيث توفي والده أيضا من السرطان،

## وفاته
في 2 يوليو 1992، توفي خوسيه مونخي كروز نتيجة لتدهورت حالته الصحية من جرى أصابته 
بسرطان الرئة في بادالونا، إسبانيا، نقل جثمانه إلى سان فرناندو بناءً على رغبته مسبقه منه، كان موكب الجنازة عرضاً من الحداد الجماعي، بعد التوقف في دي فارغاس فينتا، وصل الموكب في وقت لاحق بعد 3 ساعات بسبب الحشود التي لا حصر لها من الجموع حول التابوت متجهين إلى وسط البلدة، حيث دير البلدية الصغير ، تجمع الغجر ومحبي الفلامنكو من جميع أنحاء أسبانيا في شوارع سان فرناندو لإعطاء وداعهم الأخير إلى أسطورة، يرافق نعشه صديقه باكو دي لوتشيا، توماتيتو، كورو روميرو، خوسيه ماريا مانزاناريس، رانكابينو، باكو سبيرو، بوتيتو، في نهاية المطاف تجمع كل عازفي الفلامينكو لتوديع صديقهم، يغطى التابوت علم غجري. على الأكتاف حمل في الوداع الأخير يتبعه حشد من المشيعين يصفقون ويهتفون" كامارون، كامارون، كامارون "والبعض يلقي القرنفل الأبيض، كثير من محبيه بكى بشكل هستيري، كانت هناك الكثير من حالات الإغماء التي أدت إلى ارتباك رجل الشرطة في تعامل معها، تشير التقديرات إلى أن أكثر من 100.000 شخص حضر جنازته.

## الألبومات
أعماله مع باكو دي لوتشيا (ألبوماتهم الأولى مجهولة ولم تحمل اسم، ولكن كانت معروف بين محبيهم من اسم المسار الأول)
- Al Verte las Flores Lloran (1969)
- Cada Vez que Nos Miramos (1970)
- Son Tus Ojos Dos Estrellas (1971)
- Canastera (1972)
- Caminito de Totana (1973)
- Soy Caminante (1974)
- Arte y Majestad (1975)
- Rosa María (1976)
- Castillo de Arena (1977)
- Camaron en la Venta de Vargas (2006)

أعماله مع باكو دي لوتشيا وتوماتيتو
- Como el Agua (1981)
- Calle Real (1983)
- Viviré (1984)
- Potro de Rabia y Miel (1992)

مع توماتيو
- Te lo Dice Camarón (1986)
- Flamenco Vivo (1987)
- Camarón Nuestro (1994)
- Paris 1987 (1999)

أعمال أخرى
- La Leyenda del Tiempo (1979) (Released as a solo album)
- Soy Gitano (1989) (Released with the Royal Philharmonic Orchestra, with guest appearances by Tomatito)

## السيرة الذاتية
وتزامنا مع الذكرى العاشرة لوفاته طرح للبيع سيرتين عنه والذي كتبه الصحافي لويس فرنانديز زوران ومدير أعماله السابق خوسيه لوك.
- «أمير الجزيرة»
- «كامارون السيرة الذاتية لأسطورة» في عام 2005

| كامارون ديلا إيسلا   | الشيء الوحيد الذي قمت به في حياتي هو الغناء لأن هذا كل ما يمكنني القيام به | كامارون ديلا إيسلا |
| — كامارون ديلا إيسلا |                                                                            |                    |

## وصلات خارجية
- كامارون ديلا إيسلا على موقع IMDb (الإنجليزية)
- كامارون ديلا إيسلا على موقع ميوزك برينز (الإنجليزية)
- كامارون ديلا إيسلا على موقع أول ميوزيك (الإنجليزية)
- كامارون ديلا إيسلا على موقع ديسكوغز (الإنجليزية)

- Camarón de la Isla web
- Full discography, photos.
- Discography, photos, lyrics etc.
- Flamenco Forum